# Nicolas de Baye
Nicolas de Baye, né vers 1364 et mort le 9 mai 1419, est un greffier du Parlement de Paris et un chroniqueur, qui a tenu un Journal, source précieuse pour l’histoire de France au début du XVe siècle.
Il est né à Baye en Champagne dans une famille de condition servile : son père Nicolas, dit Coleçon Le Crotinat, était « homme de corps » c’est-à-dire serf des seigneurs de Baye. Il meurt alors que Nicolas est très jeune ; ce dernier est affranchi le 15 septembre 1373 à l’âge de neuf ans, par Gautier de Conflans, sire de Baye ; cet affranchissement est confirmé moyennant paiement en 1380 par le successeur du seigneur de Baye, Guichard Dauphin, ainsi que la confirmation de son « congé de prendre et porter tonsure » de clerc.
Il entre au collège de Beauvais en 1379 et y est admis comme boursier en décembre 1380 ; il étudie le droit à l’université d’Orléans. Dans un acte de 1395, il porte le titre d’avocat au Parlement. Le 19 novembre 1400, il obtient la charge de greffier civil du Parlement de Paris ; Nicolas de Baye est désigné dans l’acte comme sous-diacre du diocèse de Chalons, maître es arts, licencié en droit civil, bachelier en décrets, chanoine de Soissons et curé de Montigny-Lencoup. Il obtient plusieurs bénéfices : chanoine de Chalons en 1407 ; curé de Saint-Jacques-de-la-Boucherie en 1408, l'une des plus importantes cures de Paris ; chanoine de Tournai en 1411 ; chanoine de Notre-Dame de Paris en 1413 ; archidiacre de l'église de Troyes. 
Il est greffier du Parlement de Paris pendant 16 ans jusqu’en 1416. Le 12 novembre 1416, il demande à être relevé de sa charge de greffier ; le 27 janvier 1417, il obtient un office de conseiller clerc au Parlement. Il appartient sans doute au parti armagnac, car il est proscrit en 1418, alors que le pouvoir est passé aux mains des Bourguignons.
En tant que greffier, il consigne de sa propre main les décisions du Conseil et les plaidoiries à l’audience, travail énorme dont témoignent les neuf registres de près de 600 feuillets qui subsistent. Sur ces registres, il note non seulement les faits relatifs à l’activité judiciaire mais encore, jour après jour, les événements politiques de son époque. Il y joint en latin un Mémorial qui va du 3 août 1400 au 16 septembre 1416, un recueil de notes intimes, où il exprime sa pensée politique de façon plus libre que dans le Journal.  
Il se lie d'amitié avec Nicolas de Clamanges, avec qui il entretient une correspondance. On a conservé 18 lettres de Nicolas de Clamanges à Nicolas de Baye.
Il avait réuni dans sa maison du cloître Notre-Dame de Paris une bibliothèque de 198 volumes, chiffre exceptionnel à l’époque pour une bibliothèque particulière ; une liste très complète figure dans son inventaire après-dècés : elle comprenait de nombreux ouvrages théologiques et patristiques ainsi que les principaux auteurs latins.
Après sa mort, le fisc royal considère qu’il est serf et mainmortable, donc incapable de faire un testament et de disposer de ses biens, et met sa succession sous séquestre. Ce n’est qu’en 1422 que ses exécuteurs testamentaires, après un long procès, font reconnaître sa condition d’homme libre.

## Édition du Journal
- Journal de Nicolas de Baye, greffier du Parlement de Paris, 1400-1417, éd. Alexandre Tuetey, Paris, Renouard, 1885-1888, 2 vol.